# Scartella itajobi
Scartella itajobi és una espècie de peix de la família dels blènnids i de l'ordre dels perciformes.

## Morfologia
- Els mascles poden assolir 4,7 cm de longitud total.[4]

## Reproducció
És ovípar.

## Hàbitat
És un peix marí de clima tropical.

## Distribució geogràfica
Es troba a l'Atlàntic: Fernando de Noronha.